# A magyar költészet napja
A magyar költészet napját Magyarországon 1964 óta április 11-én, József Attila születésnapján ünneplik. Ebből az alkalomból minden évben irodalmi előadóestekkel, könyvbemutatókkal, költőtalálkozókkal és -versenyekkel tisztelegnek a magyar líra előtt. A rendezvényeken klasszikus és kortárs költők versei egyaránt szerepelnek. Gyakran diákok, vagy éppen a ma is élő szerzők tolmácsolják a költeményeket.

## Története
Az első ilyen ünnepet 1956 júniusában tartották, a nyári ünnepi könyvhéten, és csak 1964-ben kapcsolták József Attila születésnapjához. Mintául a Szovjetunió szolgált, ahol 1955-től kezdve tartottak ilyen ünnepet. A következő költészeti ünnepet 1961-ben tartották, majd a Magyar Írók Szövetsége javaslata alapján a Magyar Szocialista Munkáspárt Agitációs és Propaganda Osztálya 1963-ban döntött az ünnepnap április 11-re időzítéséról. Kezdetben a súlypont a munkásmozgalmi líra volt, később az ünnep egyre inkább eltávolodott ettől. Egyike a kevés számú ünnepnek, amely a Kádár-korszakban született, és a rendszerváltás után is folytatódott.
Az ünnepet Magyarországon kívül a szomszédos országok magyarlakta területein is megünneplik.

## Rendezvények, események
Az ünnepnapon jellemzően irodalmi előadóesteket, könyvbemutatókat, költőtalálkozókat, szavalóversenyeket rendeznek. Egyes vendéglátóhelyeken ezen a napon verssel is lehet fizetni a kávéért. Az alábbi szakaszban a valamilyen szempontból különleges eseményeket soroljuk fel.
- 1998-ban a költészet napját tizennégy magyar költő (Bella István, Beney Zsuzsa, Borbély Szilárd, Ferencz Győző, Géher István, Kalász Márton, Kántor Péter, Kodolányi Gyula, Lászlóffy Aladár, Parti Nagy Lajos, Takács Zsuzsa, Tőzsér Árpád, Varró Dániel, Balla Zsófia) úgy ünnepelte, hogy közösen írtak egy szonettkoszorút Weöres Sándor Hála-áldozat című szonettjének két-két megadott sorából (a szonettkoszorú ugyanis 14 szonettből áll).[9]
- 2010 óta tartanak versmaratont, ahol száz szerző olvassa fel verseit.[10]
- 2015-ben a Gittegylet.com egy közösségi verses performanszt indított "Posztolj verset az utcára! Archiválva 2023. március 24-i dátummal a Wayback Machine-ben" címmel
- 2016-ban Iain Lindsay magyarországi brit nagykövet József Attila Tavasz van! Gyönyörű című versét szavalta el egy videóüzenetben, 2019-ben pedig Nemes Nagy Ágnes Iskola című versét adta elő a Baár-Madas Református Gimnáziumban.[11][12]
- 2020-ban a Covid19-pandémia miatt az ünnepi rendezvények az online térben zajlottak.[13]